# Urbana
Urbana é uma comuna italiana da região do Vêneto, província de Pádua, com cerca de 2.235 habitantes. Estende-se por uma área de 17 km², tendo uma densidade populacional de 131 hab/km². Faz fronteira com Bevilacqua (VR), Casale di Scodosia, Merlara, Montagnana, Terrazzo (VR).

## Demografia
| Variação demográfica do município entre 1861 e 2011                               |
|                                                                                   |
| Fonte: Istituto Nazionale di Statistica (ISTAT) - Elaboração gráfica da Wikipedia |